# Saropogon flavofacialis
Saropogon flavofacialis là một loài ruồi trong họ Asilidae. Saropogon flavofacialis được Hull miêu tả năm 1956.